# Cyphonocephalus
Cyphonocephalus is een geslacht van kevers uit de familie bladsprietkevers (Scarabaeidae). Het geslacht werd voor het eerst wetenschappelijk beschreven in 1842 door Westwood.

## Soorten
- Cyphonocephalus olivaceus (Dupont, 1835)
- Cyphonocephalus smaragdulus Westwood, 1842